# Steccato di Cutro
Steccato di Cutro è una località balneare, frazione del comune di Cutro, situata sul Mar Ionio in Calabria.

## Storia

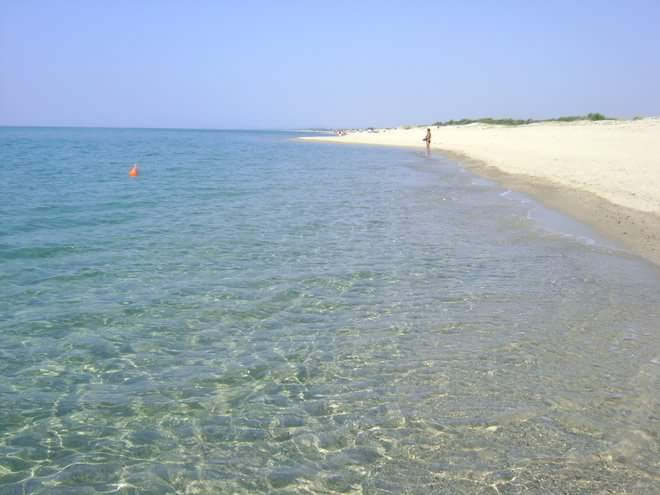
Vista della spiaggia di Steccato.

Secondo i reperti dello storico Andrea Pesavento, Steccato era anticamente chiamata Torre Tacina e fu possedimento della diocesi di Isola. 
Non vi é una data esatta circa la nascita del sito ma agli albori le terre di Steccato e di San Leonardo erano sotto il diretto controllo del vescovato di Isola Capo Rizzuto (all'epoca Isola Capo Rizzuto, 1100 d.c. circa, aveva ancora il toponimo greco di Asylon) ed era amministrata da San Luca di Isola Capo Rizzuto detto "il grammatico", primo vescovo della diocesi di Isola che si estendeva dall'attuale nucleo abitativo di Isola Capo Rizzuto fino alla foce del Tacina.
Tracce dei primi insediamenti di Steccato e San Leonardo possono vedersi nel piccolo monastero di San Leonardo di Cutro, fondato dai monaci greci-basiliani prima che vi si insediasserò i gesuiti nel 1500 e nella topografia di Steccato.
Il nome timpone San Luca deriva direttamente da San Luca di Isola Capo Rizzuto o Luca di Melicuccà e alla foce del Tacina risulta da alcuni inventari della Diocesi di Isola che fosse presente una piccola cappella dedicata a Santa Maria Maddalena.
Sempre dai documenti dell'epoca si scopre che le terre di Steccato erano gestite secondo l'usanza dell'alternanza, 3 anni adibite al pascolo delle greggi e 3 anni adibite a coltivazione. Le transumanze del bestiame erano sempre gestite dalla diocesi di Isola e con licenza della stessa.
Successivamente la proprietà dei terreni di Steccato passa alla famiglia Caracciolo, susseguentemente alla famiglia De Nobili di Catanzaro e alla famiglia Doria col titolo di "baroni di Tacina e Massanova".
Dal 1848 entra in possesso del territorio di Steccato la famiglia Barracco assieme all'adiacente territorio di San Leonardo di Cutro. 
Curiosità,la cessione della baronia di Tacina e Massanova da Marcantonio Doria alla famiglia Baracco fu dovuta ad un esosissimo debito contratto dal primo con quest'ultimi.
La proprietà del territorio di Steccato sotto il controllo dei vari baroni Barracco durerà fino al 12 maggio 1950 data in cui l'"Opera di Valorizzazione Sila" confisca i terreni dei baroni, bonifica l'area paludosa e la riconsegna ai nuovi fattori. A testimonianza di quell'epoca restano ancora visibili le numerose case coloniche sparse qua e là per il territorio.
L'urbanistica moderna sia di Steccato di Cutro che di San Leonardo di Cutro venne realizzata su commissione dell'"Opera Valorizzazione Sila" dall'architetto torinese Giovanni Astengo tra il 1952 e il 1955.
Nella notte tra il 25 e il 26 febbraio 2023, a poche decine di metri dalla costa di Steccato di Cutro, un caicco proveniente dalla Turchia, con 250 persone a bordo, si è spezzato ed è naufragato provocando 91 morti e numerosi dispersi.